# Wilhelm von Grumbach
Wilhelm von Grumbach, född 1503, död 1567, var en tysk militär.
Grumbach var frankisk riksriddare och deltog i kuvandet av det 1524 utbrutna bondeupproret och slaget vid Rothenburg ob der Tauber. Orolig och ärelysten, gjorde Grumbach sig känd som oppositionsman. Bland annat försökte han 1558 borföra sin länsherre biskopen i Würzburg, Melchior von Zobel. Denne blev i stället mördad av Grumbachs anhängare, signalen till "die Grumbachischen Händel", riksridderskapets sista revolt mot landsfurstarna. 1563 överrumplade Grumbach Würzburg, varför han lystes i akt av kejsar Maximilian. 1565-66 sökte han allians med Erik XIV, samtidigt som han i Johan Fredrik II av Sachsen fann en pålitlig bundförvant. Upproret kuvades först 1567, varvid Grumbach tillfångatogs i Gotha, torterades och avrättades genom fyrdelning.